# لفظ معرب
اللفظ المعَرَّب هو اللفظ الأعجمي الذي دخل العربية وتغير ليوافق صيغها وأصوات حروفها. وذلك هو معنى التعريب في اللغة.

## وصلات خارجية
- المعرب للجواليقي
- درس المعربات
- دقائق المعربات